# Abolbodaceae
Abolbodaceae é um nome botânico para uma família de plantas monocotiledóneas. A família com este nome raramente é reconhecida pelos sistemas de sistemática vegetal.
No entanto, pelo sistema APG (1998), esta família é reconhecida, mas não lhe foi atribuída nenhuma ordem. Por outro lado, o sistema APG II (2003) não reconhece-a como família, e substituindo as plantas afectadas na família Xyridaceae.
O sistema Angiosperm Phylogeny Website reconhece uma subfamília Abolbodoideae.